# Range Justice (film 1949)
Range Justice è un film del 1949 diretto da Ray Taylor.
È un western statunitense con Johnny Mack Brown, Max Terhune e Tristram Coffin.

## Produzione
Il film, diretto da Ray Taylor su una sceneggiatura di Ronald Davidson, fu prodotto da Barney A. Sarecky per la Monogram Pictures tramite la Great Western Productions e girato nel maggio 1949. I titoli di lavorazione furono  Six-Gun Law e Cattle King.

## Distribuzione
Il film fu distribuito negli Stati Uniti dal 16 luglio 1949 al cinema dalla Monogram Pictures.